# 門司電気通信レトロ館
門司電気通信レトロ館（もじでんきつうしんれとろかん）は、福岡県北九州市門司区浜町にある歴史的建造物。NTTの電話機等を展示する企業博物館として使用されている。

## 歴史
逓信省門司郵便局電話課庁舎として、1924年（大正13年）に逓信省営繕課技師山田守の設計によって建設された。門司電報電話局、NTT西日本門司営業所として使用された。
現在営業所としては使用されていないが、NTT西日本が北九州市の門司港レトロ事業に協力し、建物の保存ならびに1階の一部が電話機や交換機の移り変わりを展示する博物館として無料で公開されている。
2009年（平成21年）2月6日、近代化産業遺産続33（17通信 - 北九州市の通信技術関連遺産）に、建物および所蔵物が認定された。

## 展示
1871年（明治4年）から使用されたモールス印字電信機をはじめ、明治・大正・昭和にわたる電信・電話機器があり、公衆電話や携帯電話の歴史を展示するコーナーがある。また、非公開だが各種の自動交換機も保存されている。

## 周辺施設
- 出光美術館（門司）
- 九州労災病院門司メディカルセンター

## 交通
- JR九州 門司港駅から徒歩10分。
- 平成筑豊鉄道門司港レトロ観光線 出光美術館駅より徒歩4分。
- 関門汽船 門司港桟橋から徒歩10分。
- 関門橋 門司港ICから車で約3分。
- 九州自動車道 門司ICより車で約9分。
- 北九州高速 春日ランプより車で約7分。